# Berserk: Millennium Falcon Hen Seima Senki no Shō
Berserk: Millennium Falcon Hen Seima Senki no Shō (ベルセルク 千年帝国の鷹篇 聖魔戦記の章|Beruseruku Mireniamu Farukon Hen Seima Senki no Shō) és el segon videojoc basat en el manga Berserk. Fou llançat per Sega-Sammy al Japó en la PlayStation 2 el 7 d'octubre de 2004. Sammy va autoritzar a YBM-Sisa per la versió coreana que se va llançar al mateix temps. El seu predecessor, Sword of the Berserk: Guts' Rage, fou llançat en Dreamcast per ASCII en 1999. Els dos videojocs de Berserk foren creats pel desenvolupador japonès Yuke's.

## Argument
La història del joc cobreix part de l'arc argumental del Falcó Mil·lenari dels volums del 22 al 27 del manga Berserk. Amb els seus models poligonals més detallats, és visualment superior al seu predecessor que va eixir a Sega Dreamcast. Els mapes són molt més grans que el primer joc. Procés de captura de moviment es va utilitzar per augmentar el realisme en els moviments del personatge. El doblatge al japonès es va fer amb les veus de sèrie d'anime originalment emesa a televisió.